# Denise Epstein
Pour les articles homonymes, voir Epstein.
Denise Epstein, née le 9 novembre 1929 à Paris, l'année de publication de David Golder, premier grand succès de sa mère, l'écrivaine Irène Némirovsky, et morte le 1er avril 2013 à Toulouse (Haute-Garonne).

## Biographie
Née le 9 novembre 1929, elle est la fille de la femme de lettres Irène Némirovsky et de Michel Epstein, responsable des relations extérieures à la Banque des pays du Nord. Sa sœur Élisabeth Gille naît en 1937. Pour échapper aux rafles, la famille quitte Paris pour Issy-l'Evêque, mais Irène Némirovsky est arrêtée et internée à Pithiviers. 
Après la déportation et la mort au camp de concentration d'Auschwitz d'Irène Némirovsky en 1942, suivie par Michel Epstein arrêté à Autun, conduit à Drancy puis déporté à Auschwitz, leurs filles sont sauvées par la secrétaire de leur mère, emportant une valise de ses manuscrits, confiée par leur père. Sous de faux noms, elles sont cachées entre autres dans des caves et des pensionnats catholiques, et survivent à la Libération grâce à une aide financière mise en place pour leur mère par l’éditeur Albin Michel. Denise garda avec elle en fuite et en cachette les derniers écrits de sa mère. 
Denise Epstein se marie en 1953, a trois enfants et travaille comme documentaliste à la répression des fraudes.
Un dégât des eaux l'incite en 1975 à recopier un des cahiers, le manuscrit de ce qu'elle croyait être un journal mais se révèle celui d'une suite de deux romans inachevés. Elle fait don de l'original à l'IMEC en 1992. Denise Epstein ne le juge pas propre à la publication, mais Myriam Anissimov la convainc qu'il faut l'éditer, et confie le manuscrit aux soins d'Olivier Rubinstein, directeur des Éditions Denoël, pour le publier. 

Les derniers écrits d'Irène Némirovsky sont donc rendus publics avec la parution en 2004 de Suite française. L'adaptation cinématographique du roman (en 2015) lui rend hommage. Denise Epstein s'est aussi exprimée à propos du « battage médiatique » autour de cette parution : 

« Il a fallu que je me batte beaucoup pour que la réception de Suite française soit axée sur son talent. Des titres de journaux accentuant sa "destinée tragique", j’en ai eu beaucoup et j’ai toujours trouvé ça injuste par rapport au destin des autres. Ce n’est pas parce qu’elle avait du talent que son destin était plus tragique que celui des anonymes. La vie de mon père avait autant de valeur, les vies des millions d’autres qui l’ont accompagnée avaient autant de valeur. »

« Nous sommes tous égaux et chaque vie humaine a le même prix. »

Elle travaille ensuite à la publication des œuvres complètes de sa mère, au Livre de poche.
Sa sœur cadette, Élisabeth, devenue éditrice et autrice, a également publié son témoignage, dans un texte intitulé Le Mirador (1992).
En 2005, Denise Epstein est interviewée par le United States Holocaust Memorial Museum. En septembre 2008, Denise Epstein a publié son Survivre et vivre, un témoignage tiré d'entretiens avec Clémence Boulouque ; le même mois elle était l'invitée d'honneur au Museum of Jewish Heritage à New York lors de l'exposition Woman of Letters consacrée à sa mère. En 2011, le Mémorial de la Shoah de Paris organise une exposition dédiée à Irène Némirovsky.
À sa mort, son corps est incinéré à Pamiers et ses cendres rapatriées à Paris, auprès de sa sœur.

## Publication
- Survivre et vivre, La fille d'Irène Némirovsky témoigne - entretiens avec Clémence Boulouque (Denoël, 2004)